# Крест Независимости
Военный знак отличия «Крест Независимости» — государственная награда Польской Республики трёх степеней. Вторая высшая польская военная награда в период между Первой и Второй мировыми войнами. Присуждалась лицам, активно боровшиеся за независимость Польши („odznaczenia osób, które zasłużyły się czynnie dla niepodległości Polski w okresie przed wojną światową lub podczas jej trwania oraz w okresie walk orężnych polskich w latach 1918–1921, z wyjątkiem wojny polsko-rosyjskiej na obszarze Polski”).
Вновь учрежден в августе 2010 года в измененном виде, как орден Креста независимости.

## История
Учреждены Указом Президента Польской Республики от 7 ноября 1930 года.
С инициативой учреждения знака отличия для граждан, которые своей активной деятельностью способствовали восстановлению и укреплению независимости государства, выступила в декабре 1928 года видный деятель Польской социалистической партии Александра Пилсудская. Тогда же была создана комиссия по рассмотрению предложений по учреждению новых знаков отличия. В результате работы комиссии был принят проект креста и медали Независимости, автором которого был проф. М. Котарбинский.

## Положение
Согласно Положению, крестом Независимости награждались граждане Польской Республики:
- за активное участие в борьбе за восстановление независимости Польши;
- за активное участие в борьбе против царизма;
- за активное участие в Январском восстании 1863 — 1864 годов и революционных событиях 1905 — 1907 годов;
- за мужество и отвагу, проявленные в боевых действиях за независимость Польши как в период до 1914 года, так и во время первой мировой войны, а также в период 1918 — 1920 годов (за исключением польско-советского военного конфликта).

Участники боевых действий, которые с оружием в руках сражались за независимость Польши в составе воинских частей, либо руководили боевыми операциями в указанный выше период, имели право на получение креста Независимости с мечами.
Право награждения крестом Независимости принадлежало Президенту Республики.
Лица, награждённые крестом Независимости, должны были внести в государственную казну стоимость изготовления полученной награды.

## Описание
Знак креста Независимости имеет вид равностороннего, прямоугольного греческого креста со слегка расходящимися на концах плечами. Лицевая сторона креста покрыта черной эмалью, но не полностью. Центральная часть креста, свободная от эмали, представляет собой узкий, шириной 3 мм, крест, на горизонтальных плечах которого — надпись вдавленными буквами: «BOJOWNIKOM — NIEPODLEGŁOŚCI». В центральной части креста на квадратной табличке выгравировано изображение польского орла. Оборотная сторона креста гладкая, полированная, без эмали повторяет рисунок лицевой стороны. На табличке в центральной части выгравированы буквы: «RP» (встречаются экземпляры, у которых табличка в центральной части реверса не содержит никакой надписи). По периметру креста с оборотной стороны проходит узкий бортик.
Поверхность креста, свободная от эмали, позолоченная.
Знак креста Независимости с мечами такой же, как и крест Независимости без мечей, но с небольшим дополнением: к верхней его части с помощью кольца крепятся два скрещенных обоюдоострых меча, направленные остриями вверх.
Размеры креста Независимости 40×40 мм. Ширина плеча 7 мм, ширина у основания 10 мм.
Мечи изготавливаются из позолоченного металла. Длина мечей — 24 мм каждый.

## Лента
Лента креста шелковая муаровая черного цвета с двумя красными продольными полосками по бокам. Ширина ленты 35 мм, ширина красных полосок 3 мм каждая. Полоски отстоят от краев ленты на расстоянии 1 мм.